# Arnau Casas
Arnau Casas Arcas (Sant Cugat del Vallès, 30 maart 2004) is een Spaanse voetballer die doorgaans speelt als verdediger. In augustus 2024 debuteerde hij voor SC Cambuur.

## Carrière
Casas speelde in de jeugdopleiding van FC Barcelona en stapte in 2023 over naar Sarpsborg 08 FF in Noorwegen. In augustus 2024 stapte hij over naar SC Cambuur.

## Clubstatistieken
| Seizoen   | Club            | Competitie     | Competitie | Competitie | Beker | Beker | Internationaal | Internationaal | Totaal | Totaal |
| Seizoen   | Club            | Competitie     | Wed.       | Dlp.       | Wed.  | Dlp.  | Wed.           | Dlp.           | Wed.   | Dlp.   |
| --------- | --------------- | -------------- | ---------- | ---------- | ----- | ----- | -------------- | -------------- | ------ | ------ |
| 2023-2024 | Sarpsborg 08 FF | Eliteserien    | 8          | 0          | 3     | 0     | --             | --             | 11     | 0      |
| 2024-2025 | SC Cambuur      | Eerste divisie | 1          | 0          | 0     | 0     | --             | --             | 1      | 0      |
| Totaal    | Totaal          | Totaal         | 9          | 0          | 3     | 0     | 0              | 0              | 12     | 0      |

1 Jansen ·
2 Caschili ·
3 Smand ·
5 Poll ·
6 Van Mullem ·
7 Balk ·
8 Kieftenbeld ·
9 Afolabi ·
10 De Jong ·
11 Alhaft ·
12 Diemers  ·
14 Casas ·
15 Ottesen ·
16 Galvez ·
17 Nartey ·
18 Rölke ·
19 De Leeuw ·
20 Nieling ·
21 Schaapman ·
22 Reiziger ·
23 Minnema ·
24 Jonker ·
25 Marsman ·
26 Mercera ·
27 Kooistra ·
28 Souren ·
29 Pauwels ·
30 Van der Veen ·
31 Renkel ·
33 Priem ·
41 Henstra ·
43 Bakkati ·
44 Potma ·
99 Hilterman ·
Coach: De Jong
· Assistent-coach: Burghout
· Assistent-coach: Reinsma
· Keeperstrainer: Van der Vlag